# Sainte-Foy-de-Peyrolières
Sainte-Foy-de-Peyrolières (okzitanisch: Senta Fe de Peirolièras) ist eine französische Gemeinde mit 2093 Einwohnern (Stand: 1. Januar 2022) im Département Haute-Garonne in der Region Okzitanien. Sie gehört zum Arrondissement Muret und zum Kanton Cazères. Die Einwohner werden Foyens oder Saint-Féins genannt.

## Geografie
Sainte-Foy-de-Peyrolières liegt in der historischen Provinz Savès, etwa 27 Kilometer südwestlich von Toulouse und etwa 14 Kilometer westnordwestlich von Muret. Das Gemeindegebiet wird im Süden vom Flüsschen Saudrune durchquert, im Norden von der Aiguebelle. Sainte-Foy-de-Peyrolières wird umgeben von den Nachbargemeinden Saiguède im Norden, Saint-Lys im Nordosten, Saint-Clar-de-Rivière und Cambernard im Osten und Südosten, Poucharramet im Südosten und Süden, Rieumes im Süden, Beaufort im Süden und Südwesten, Sabonnères im Südwesten, Bragayrac im Westen sowie Saint-Thomas im Nordwesten.
Durch die Gemeinde führt die frühere Route nationale 632 (heutige D632).

## Bevölkerungsentwicklung
| Jahr                       | 1962 | 1968 | 1975 | 1982 | 1990 | 1999 | 2006 | 2013 | 2020 |
| Einwohner                  | 908  | 881  | 832  | 1074 | 1221 | 1436 | 1850 | 2053 | 2101 |
| Quellen: Cassini und INSEE |      |      |      |      |      |      |      |      |      |

## Sehenswürdigkeiten
- Kirche Sainte-Foy aus dem 13. Jahrhundert, Glockenturm 1855 wieder errichtet
- Kirche Sainte-Anne im Ortsteil La Salvetat mit Glockenturm aus dem 16. Jahrhundert
- Kapelle im Ortsteil Parayré

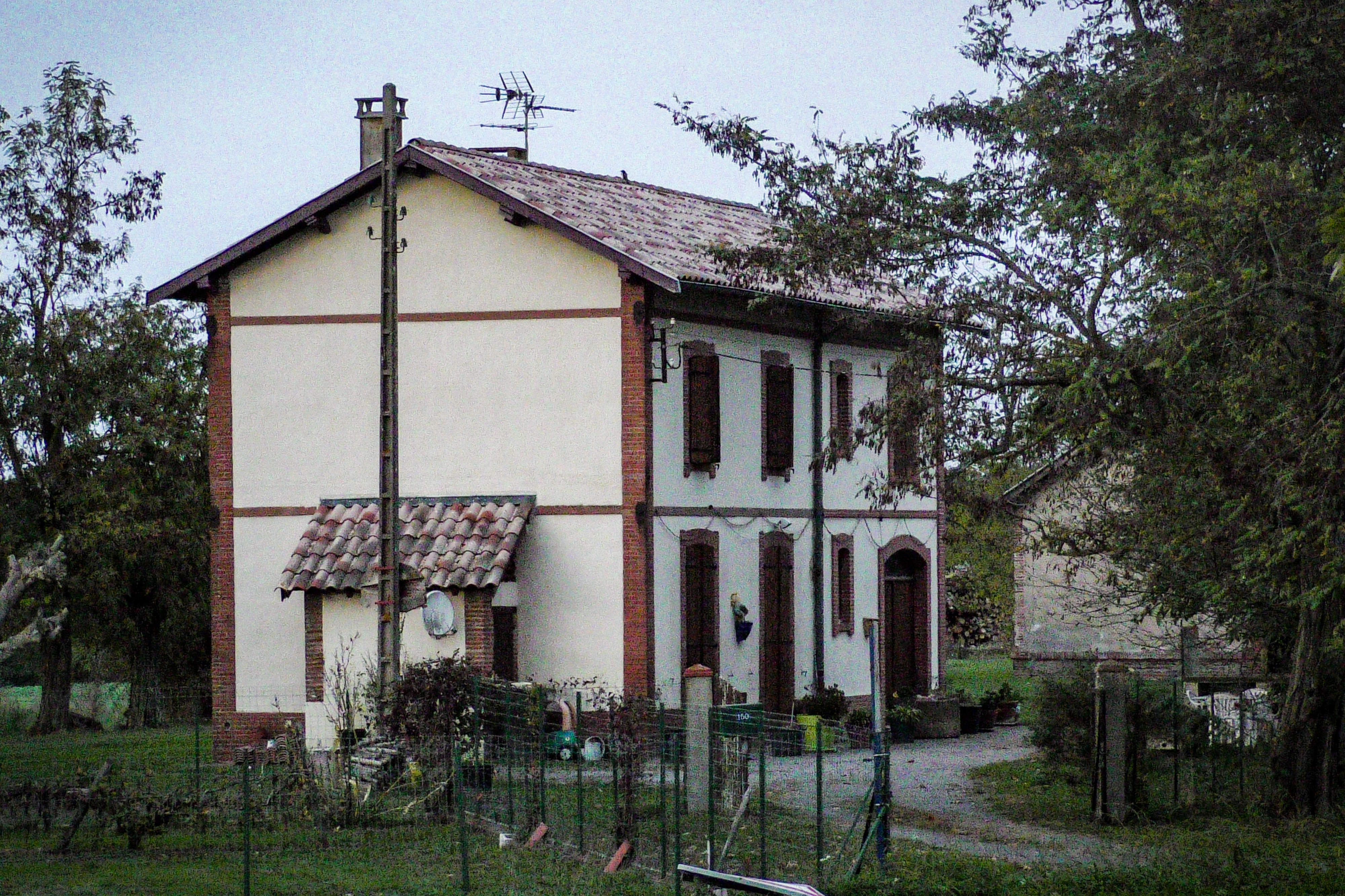
Ehemaliges Bahnhofsgebäude